# Trichosteleum elegantulum
Trichosteleum elegantulum är en bladmossart som beskrevs av Brotherus och William Walter Watts 1918. Trichosteleum elegantulum ingår i släktet Trichosteleum och familjen Sematophyllaceae. Inga underarter finns listade i Catalogue of Life.